# Palmarès de l'AMA Superbike
 (avril 2025).
| AMA Superbike Championship |
| Saison en cours |
| --- |
| MotoAmerica Superbike 2024 |
| Listes |
| Pilotes (Champions) Vainqueurs de courses Circuits |
| Articles relatifs |
| AMA Supersport Championship Superbike Championnat du monde de Superbike Championnat du monde de Supersport British Superbike Championship Championnat de France Championnat du monde MotoGP |

Palmarès complet de l'AMA Superbike depuis 1976.

## Champions

### Par saison
| Année | Champion             | Constructeur | Victoires | Équipe                  |
| ----- | -------------------- | ------------ | --------- | ----------------------- |
| 1976  | Reg Pridmore         | BMW          | 2         | Butler & Smith – BMW NA |
| 1977  | Reg Pridmore         | Kawasaki     | 1         | Racecrafters            |
| 1978  | Reg Pridmore         | Kawasaki     | 0         | Vetter                  |
| 1979  | Wes Cooley           | Suzuki       | 0         | Yoshimura               |
| 1980  | Wes Cooley           | Suzuki       | 3         | Yoshimura               |
| 1981  | Eddie Lawson         | Kawasaki     | 4         | Team Muzzy              |
| 1982  | Eddie Lawson         | Kawasaki     | 5         | Team Muzzy              |
| 1983  | Wayne Rainey         | Kawasaki     | 6         | Team Muzzy              |
| 1984  | Fred Merkel          | Honda        | 10        | American Honda          |
| 1985  | Fred Merkel          | Honda        | 6         | American Honda          |
| 1986  | Fred Merkel          | Honda        | 2         | American Honda          |
| 1987  | Wayne Rainey         | Honda        | 3         | American Honda          |
| 1988  | Bubba Shobert        | Honda        | 3         | Shobert                 |
| 1989  | David Liermann       | Honda        | 1         | American Honda          |
| 1990  | Doug Chandler        | Kawasaki     | 4         | Team Muzzy              |
| 1991  | Thomas Stevens       | Yamaha       | 1         | Vance & Hines           |
| 1992  | Scott Russell        | Kawasaki     | 3         | Team Muzzy              |
| 1993  | Doug Polen           | Ducati       | 6         | Fast by Ferracci        |
| 1994  | Troy Corser          | Ducati       | 3         | Fast by Ferracci        |
| 1995  | Miguel Duhamel       | Honda        | 6         | Commonwealth Racing     |
| 1996  | Doug Chandler        | Kawasaki     | 2         | Team Muzzy              |
| 1997  | Doug Chandler        | Kawasaki     | 1         | Team Muzzy              |
| 1998  | Ben Bostrom          | Honda        | 0         | American Honda          |
| 1999  | Mat Mladin           | Suzuki       | 1         | Yoshimura               |
| 2000  | Mat Mladin           | Suzuki       | 4         | Yoshimura               |
| 2001  | Mat Mladin           | Suzuki       | 4         | Yoshimura               |
| 2002  | Nicky Hayden         | Honda        | 9         | American Honda          |
| 2003  | Mat Mladin           | Suzuki       | 10        | Yoshimura               |
| 2004  | Mat Mladin           | Suzuki       | 8         | Yoshimura               |
| 2005  | Mat Mladin           | Suzuki       | 11        | Yoshimura               |
| 2006  | Ben Spies            | Suzuki       | 10        | Yoshimura               |
| 2007  | Ben Spies            | Suzuki       | 7         | Yoshimura               |
| 2008  | Ben Spies            | Suzuki       | 7         | Yoshimura               |
| 2009  | Mat Mladin           | Suzuki       | 10        | Yoshimura               |
| 2010  | Josh Hayes           | Yamaha       | 7         | Graves Motorsports      |
| 2011  | Josh Hayes           | Yamaha       | 3         | Graves Motorsports      |
| 2012  | Josh Hayes           | Yamaha       | 16        | Graves Motorsports      |
| 2013  | Josh Herrin          | Yamaha       | 4         | Graves Motorsports      |
| 2014  | Josh Hayes (4)       | Yamaha       | 7         | Yamaha Factory Racing   |
| 2015  | Cameron Beaubier     | Yamaha       | 8         | Yamaha Factory Racing   |
| 2016  | Cameron Beaubier     | Yamaha       | 8         | Yamaha Factory Racing   |
| 2017  | Toni Elías           | Suzuki       | 10        | Yoshimura               |
| 2018  | Cameron Beaubier     | Yamaha       | 7         | Yamaha Factory Racing   |
| 2019  | Cameron Beaubier     | Yamaha       | 6         | Yamaha Factory Racing   |
| 2020  | Cameron Beaubier (5) | Yamaha       | 16        | Yamaha Factory Racing   |
| 2021  | Jake Gagne           | Yamaha       | 17        | Yamaha Factory Racing   |
| 2022  | Jake Gagne (2)       | Yamaha       | 12        | Yamaha Factory Racing   |

### Par pilotes
| Pilote           | Championnats | Année(s)                                 |
| ---------------- | ------------ | ---------------------------------------- |
| Mat Mladin       | 7            | 1999, 2000, 2001, 2003, 2004, 2005, 2009 |
| Cameron Beaubier | 5            | 2015, 2016, 2018, 2019, 2020             |
| Josh Hayes       | 4            | 2010, 2011, 2012, 2014                   |
| Reg Pridmore     | 3            | 1976, 1977, 1978                         |
| Fred Merkel      | 3            | 1984, 1985, 1986                         |
| Doug Chandler    | 3            | 1990, 1996, 1997                         |
| Ben Spies        | 3            | 2006, 2007, 2008                         |
| Wes Cooley       | 2            | 1979, 1980                               |
| Eddie Lawson     | 2            | 1981, 1982                               |
| Wayne Rainey     | 2            | 1983, 1987                               |
| Jake Gagne       | 2            | 2021, 2022                               |
| Bubba Shobert    | 1            | 1988                                     |
| Jamie James      | 1            | 1989                                     |
| Thomas Stevens   | 1            | 1991                                     |
| Scott Russell    | 1            | 1992                                     |
| Doug Polen       | 1            | 1993                                     |
| Troy Corser      | 1            | 1994                                     |
| Miguel Duhamel   | 1            | 1995                                     |
| Ben Bostrom      | 1            | 1998                                     |
| Nicky Hayden     | 1            | 2002                                     |
| Josh Herrin      | 1            | 2013                                     |
| Toni Elías       | 1            | 2017                                     |

### Par nationalité
| Pays        | Championnats | Nb de champions |
| ----------- | ------------ | --------------- |
| États-Unis  | 32           | 17              |
| Australie   | 8            | 2               |
| Royaume-Uni | 3            | 1               |
| Canada      | 1            | 1               |
| Espagne     | 1            | 1               |

### Par constructeur
| Constructeur | Championnats | Année(s)                                                                           |
| ------------ | ------------ | ---------------------------------------------------------------------------------- |
| Suzuki       | 14           | 1979, 1980, 1989, 1999, 2000, 2001, 2003, 2004, 2005, 2006, 2007, 2008, 2009, 2017 |
| Yamaha       | 13           | 1991, 2010, 2011, 2012, 2013, 2014, 2015, 2016, 2018, 2019, 2020, 2021, 2022       |
| Kawasaki     | 9            | 1977, 1978, 1981, 1982, 1983, 1990, 1992, 1996, 1997                               |
| Honda        | 8            | 1984, 1985, 1986, 1987, 1988, 1995, 1998, 2002                                     |
| Ducati       | 2            | 1993, 1994                                                                         |
| BMW          | 1            | 1976                                                                               |